# Timelaea muliebris
Timelaea muliebris är en fjärilsart som beskrevs av Hans Fruhstorfer 1912. Timelaea muliebris ingår i släktet Timelaea och familjen praktfjärilar. Inga underarter finns listade i Catalogue of Life.